# Kill My Landlord
Albums de The Coup
Genocide & Juice
(1994)
Kill My Landlord est le premier album studio de The Coup, sorti le 4 mai 1993.
L'album s'est classé 83e au Top R&B/Hip-Hop Albums.

## Liste des titres
| No  | Titre               | Contient un (des) sample(s) de | Durée |
| --- | ------------------- | --- | ----- |
| 1.  | Dig It              | Back Door Man des Doors The Champ des Mohawks Never Let 'Em Say de Ballin' Jack Last Night Changed It All (I Really Had a Ball) d'Esther Williams Lyte as a Rock de MC Lyte | 4:18  |
| 2.  | Not Yet Free        | | 6:14  |
| 3.  | Fuck a Perm         | | 0:44  |
| 4.  | The Coup            | | 4:28  |
| 5.  | I Know You          | Dress Code de WC and the Maad Circle | 6:30  |
| 6.  | I Ain't the Nigga   | Niggers Are Scared of Revolution des Last Poets The Message de Cymande Change the Beat (Female Version) de Fab Five Freddy featuring Beeside Cold Lampin' With Flavor de Public Enemy It's a Man's World d'Ice Cube featuring Yo-Yo Erase Racism de Kool G Rap et DJ Polo featuring Biz Markie et Big Daddy Kane | 4:32  |
| 7.  | Last Blunt          | Good Old Music de Funkadelic Hand on the Pump de Cypress Hill | 5:23  |
| 8.  | Funk                | Jesus Christ Superstar Medley de l'Overton Berry Trio The Message de Grandmaster Flash and The Furious Five featuring Grandmaster Melle Mel et Duke Bootee | 6:12  |
| 9.  | Liberation of Lonzo | | 4:51  |
| 10. | Pam's Song          | | 2:06  |
| 11. | Fo Da' Money        | The Choice Is Yours de Black Sheep | 5:39  |
| 12. | Foul Play           | | 4:01  |
| 13. | Kill My Landlord    | | 6:19  |